# ニコライ・ミュラー
ニコライ・ミュラー（Nicolai Müller 、1987年9月25日 - ）は、ドイツ（旧西ドイツ）・バイエルン州ローア・アム・マイン出身のサッカー選手。ポジションはMF(SH)。

## クラブ経歴

### 初期
1998年から2003年までアイントラハト・フランクフルトの下部組織でプレー。その後SpVggグロイター・フュルトの下部組織に移籍。

### グロイター・フュルト
2006年、バイエルンリーガ(5部)所属のリザーブチームに昇格。リザーブ、さらに3. リーガのSVザントハウゼンへレンタルされ経験を積んだ。レンタル復帰後の2009-10シーズンからトップに昇格。翌シーズンも主力として活躍しチームのシーズン4位に貢献した。シーズン終了後1.FSVマインツ05に移籍。

### マインツ
2011年、2015年までの契約でマインツに加入。

### ハンブルガーSV
2014年8月、4年契約でハンブルガーSVに加入。ブンデスリーガ第3節ハノーファー96戦で移籍後初出場。9月28日のアイントラハト・フランクフルト戦で移籍後初ゴール。
2014-15シーズン、ハンブルガーはシーズンを16位で終えカールスルーエSCとの入れ替え戦に回った。2戦目の延長115分にミュラーが決勝ゴールを挙げた。これで2戦合計3-2となりハンブルガーのブンデスリーガ残留が決定した。
2017年8月19日、開幕戦アウクスブルク戦で先制弾を決めるが、ゴールパフォーマンスの際、ジャンプから着地失敗、右膝前十字靭帯断裂。全治7か月の重傷と判明。

### アイントラハト・フランクフルト
2018年6月12日、アイントラハト・フランクフルトへ2020年6月までの2年契約（2020年以降の延長オプション付き）で完全移籍した。

## 代表歴
2013年5月29日にフロリダで開催されたエクアドル代表戦で初キャップ。